# Thomas Hobbes
Thomas Hobbes   (Westport, 5 d'abril de 1588 - Hardwick Hall, 4 de desembre de 1679) va ser un filòsof anglès, pertanyent a la tradició empirista. Va popularitzar la frase Homo homini lupus est (llatí: l'home és un llop per a l'home), influït per la situació del seu país, immers en la Guerra Civil anglesa, que subratlla la seva visió negativa de les interaccions socials: l'ésser humà en estat natural s'inclina a la guerra de tothom contra tothom (bellum omnium contra omnes), ja que la igualtat absoluta facilita que uns es barallin contra els altres; una idea de llarga tradició posterior en l'antropologia filosòfica. És especialment conegut pel seu llibre Leviatan, considerat el primer tractat modern de filosofia política. A més de la seva feina en aquesta branca del pensament, va escriure sobre història, geometria, teologia, ètica, altres aspectes filosòfics i sobre teoria política.

## Biografia
Thomas Hobbes va néixer a Malmesbury (Wiltshire), fill d'un clergue de Wesport, Thomas Hobbes Sr. Després d'haver nascut prematurament quan la seva mare va saber de la propera invasió de l'Armada espanyola, Hobbes va dir més tard que "la meva mare va donar a llum bessons: jo i la por". Hobbes tenia un germà, Edmund, uns dos anys més gran, així com una germana, Anne. Es desconeix en gran manera la infància de Thomas Hobbes, incloent el nom de la seva mare.
El 1603, comença a estudiar al Magdalen Hall de la Universitat d'Oxford, on s'impregna de filosofia escolàstica i de lògica, i on obté el graduat el 1608. Aquell mateix any, va esdevenir preceptor del fill del comte de Devonshire, gràcies al qual s'introdueix en els cercles de la noblesa i intel·lectuals.
El 1610, fa el seu primer viatge al continent europeu, on Hobbes s'adona de la important influència que encara té l'escolasticisme en tots els àmbits.
Hobbes va tornar a casa des de París, el 1637, a un país esquinçat pel descontentament, que el va interrompre de l'execució ordenada del seu pla filosòfic. Tanmateix, a finals del Parlament Curt el 1640, havia escrit un breu tractat anomenat The Elements of Law, Natural and Politic (Els elements de la llei, naturals i polítics). No es va publicar i només va circular com a manuscrit entre els seus coneguts. Una versió pirata, però, es va publicar uns deu anys després. Tot i que sembla que gran part d'Els elements de la llei es va compondre abans de la sessió del Parlament Curt, hi ha peces polèmiques de l'obra que marquen clarament les influències de l'augment de la crisi política. No obstant això, molts (encara que no tots) dels elements del pensament polític de Hobbes es van mantenir inalterats entre The Elements of Law i Leviathan, cosa que demostra que els esdeveniments de la Guerra Civil anglesa van tenir poc efecte en la seva metodologia contractària.
Quan el novembre de 1640 el Parlament Llarg va succeir al Curt, Hobbes va sentir que estava desfavorit a causa de la circulació del seu tractat i va fugir a París. No hi va tornar en 11 anys. A París, es va unir a la coteria al voltant de Mersenne i va escriure una crítica de les Meditacions metafísiques de Descartes, que es va imprimir com a tercera entre els conjunts d'"Objeccions" adjunts, amb "Respostes" de Descartes, el 1641. Un conjunt diferent de comentaris sobre altres obres de Descartes només va aconseguir acabar amb tota la correspondència entre ambdós.
Hobbes també va ampliar les seves pròpies obres d'alguna manera, treballant en la tercera secció, De cive, que es va acabar el novembre de 1641. Tot i que inicialment només es va circular de manera privada, va tenir una bona acollida i va incloure línies d'argumentació que es van repetir una dècada més tard a Leviatan. Després va tornar a treballar dur en les dues primeres seccions de la seva obra i va publicar poc, excepte un breu tractat d'òptica (Tractatus opticus), inclòs a la col·lecció de tractats científics publicats per Mersenne com a Cogitata physico-mathematica el 1644. Va guanyar una bona reputació en els cercles filosòfics i el 1645 va ser escollit juntament amb Descartes, Gilles de Roberval i altres per arbitrar la controvèrsia entre John Pell i Longomontanus sobre el problema de la quadratura del cercle.

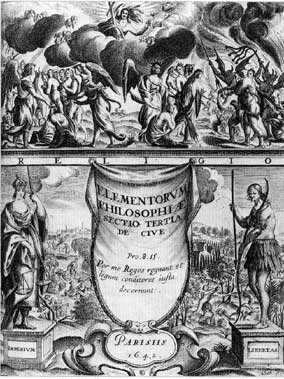
Portada de De cive (1642)

La Guerra Civil anglesa va començar el 1642, i quan la causa reialista va començar a decaure a mitjans de 1644, molts reialistes van arribar a París on Hobbes els va conèixer. Això va revitalitzar els interessos polítics de Hobbes, i el De cive es va tornar a publicar i es va distribuir més àmpliament. La impressió va començar el 1646 per Samuel de Sorbiere a través de la Premsa Elsevier a Amsterdam amb un nou prefaci i algunes notes noves en resposta a les objeccions.
El 1647, Hobbes va ocupar un lloc com a instructor de matemàtiques del jove Carles, príncep de Gal·les, que havia anat a París des de Jersey cap al juliol. Aquest compromís va durar fins al 1648 quan Carles va anar a Holanda.
La companyia dels reialistes exiliats va portar a Hobbes a produir Leviatan, que exposava la seva teoria del govern civil amb relació a la crisi política resultant de la guerra. Hobbes va comparar l'Estat amb un monstre (leviatan) format per homes, creat sota la pressió de les necessitats humanes i dissolt per la lluita civil a causa de les passions humanes. L'obra es tancava amb una "Revisió i Conclusió" general, en resposta a la guerra, que responia a la pregunta: Un súbdit té dret a canviar de lleialtat quan el poder de protecció d'un antic sobirà es perd de manera irrevocable?
El 1658, Hobbes va publicar la secció final del seu sistema filosòfic, completant l'esquema que havia planejat més de 20 anys abans. De Homine consistia en la major part d'una elaborada teoria de la visió. La resta del tractat tractava superficialment d'alguns dels temes tractats més a fons a la Natura humana i al Leviatan. A més de publicar alguns escrits controvertits sobre matemàtiques, incloent disciplines com la geometria, Hobbes també va continuar produint treballs filosòfics.

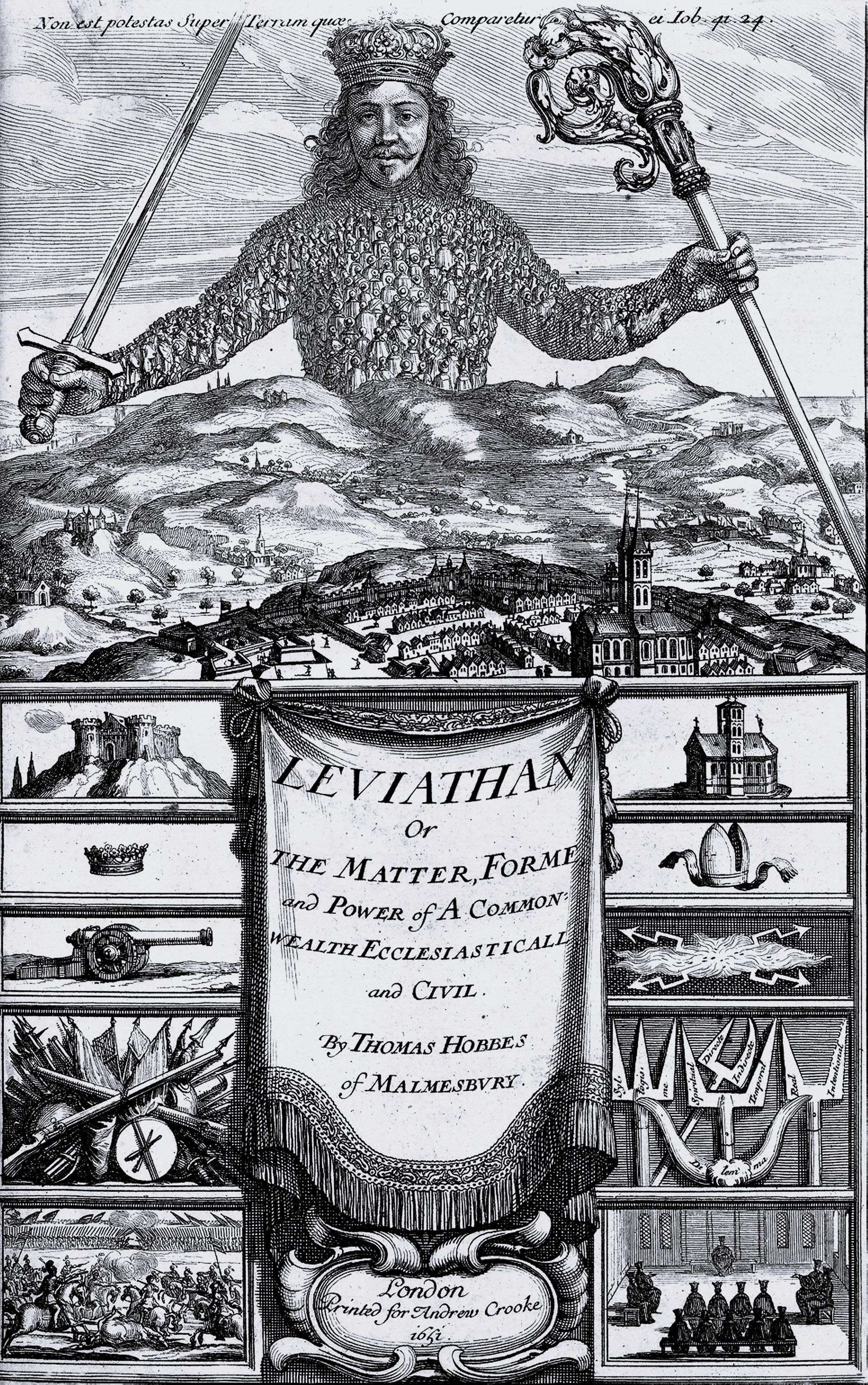
Portada de la primera edició del Leviatan (1651).

Des de l'època de la Restauració, va adquirir un nou protagonisme; "Hobbisme" es va convertir en el sinònim de tot allò que la societat respectable havia de denunciar. El jove rei, antic alumne de Hobbes, ara Carles II, es va recordar de Hobbes i el va cridar a la cort per concedir-li una pensió de 100 lliures. El rei va ser important en la protecció de Hobbes quan, el 1666, la Cambra dels Comuns va presentar un projecte de llei contra l'ateisme i la profanitat. Aquell mateix any, el 17 d'octubre de 1666, es va ordenar que el comitè al qual es referia el projecte de llei "tingués la facultat de rebre informació sobre llibres que tendeixen a l'ateisme, la blasfèmia i la profanitat... en particular... el llibre que el Sr. Hobbes va anomenar el Leviatan." Hobbes estava aterrit davant la perspectiva de ser etiquetat com a heretge i va procedir a cremar alguns dels seus escrits compromesos. Al mateix temps, va examinar l'estat real de la llei de l'heretgia. Els resultats de la seva investigació es van anunciar per primera vegada en tres diàlegs breus afegits com a Apèndix a la seva traducció al llatí de Leviatan, publicada a Amsterdam el 1668. En aquest apèndix, Hobbes pretenia demostrar que, des que el Tribunal Superior de la Comissió havia estat destituït, no quedava cap tribunal d'heretgia al qual estigués susceptible, i que res no podia ser heretgia excepte oposar-se al Credo de Nicea, que, ell mantenia, Leviatan no havia fet.
L'única conseqüència del projecte de llei va ser que Hobbes mai no podria publicar res a Anglaterra sobre temes relacionats amb la conducta humana. L'edició de 1668 de les seves obres es va imprimir a Amsterdam perquè no va poder obtenir la llicència del censor per a la seva publicació a Anglaterra. Altres escrits no es van fer públics fins després de la seva mort, incloent Behemoth: the History of the Causes of the Civil Wars of England and of the Counsels and Artifices by which they were carried on from the year 1640 to the year 1662. Durant un temps, a Hobbes ni tan sols se li va permetre respondre, independentment del que intentessin els seus enemics. Malgrat això, la seva reputació a l'estranger era formidable.
Hobbes va passar els últims quatre o cinc anys de la seva vida amb el seu mecenes, William Cavendish, primer duc de Devonshire, a la finca de la família Chatsworth House. Era amic de la família des del 1608, quan va ser tutor per primera vegada d'un William Cavendish anterior. Després de la mort de Hobbes, molts dels seus manuscrits es trobarien a Chatsworth House.
Els seus darrers treballs van ser una autobiografia en vers en llatí el 1672 i una traducció de quatre llibres de l'Odissea en rimes angleses "resistents" que van portar a una traducció completa de l'Ilíada el 1673, i l'Odissea el 1675.

## Pensament
Thomas Hobbes és un autor que reflexiona sobre l'origen de la societat. Afirma que l'ésser humà és dolent per natura (Homo homini lupus est: l'home és un llop per a l'home) i, per això, en l'estat natural, l'ésser humà viu en un estat de guerra constant de tothom contra tothom. Entén per 'estat natural' aquella situació hipotètica en la qual l'ésser humà vivia segons la seva natura sense cap mena de limitació per part de l'estat, el qual encara no existia. Els humans consideren que aquesta situació de guerra de tothom contra tothom (Bellum omnium contra omnes) és insostenible, i per això decideixen de signar un pacte (el contracte social), pel qual renuncien a la seva llibertat i la cedeixen a les mans d'un sobirà, el leviathan (el qual pot ser una persona o una assemblea), que els ha de garantir la pau i l'estabilitat.
Així, llibertat i ordre són totalment incompatibles a causa de la natura pròpia de l'ésser humà i, per això, cal renunciar a la llibertat per poder viure en pau. Cal dir que el sobirà no signa el pacte, i per tant, ell no ha perdut la llibertat, però ha de mantenir en pau l'estat. Aquesta visió política és molt important, ja que per primera vegada es considera que l'origen del poder no és diví, sinó que és el poble qui atorga aquest poder en mans d'un sobirà, que no és més que un representant del poble; s'estableixen així, per part de Hobbes, les bases del liberalisme, sense que se'l pugui considerar, tanmateix, plenament liberal.

### Obres de Hobbes
- Thomas Hobbes. José Rafael Hernández Arias. Tratado sobre el ciudadano. Leviatán. Vida de Thomas Hobbes de Malmesbury escrita por él mismo.  Madrid: Editorial Gredos, 2012. ISBN 978-84-249-3651-8.
- Thomas Hobbes. Bartomeu Forteza. El cuerpo. Primera sección de los Elementos de Filosofía.  Valencia: Editorial Pre-Textos, 2010. ISBN 978-84-929-1340-4.

### Obres sobre Hobbes
- Forteza, Bertomeu. L'objectivitat a la filosofia lingüística de Thomas Hobbes.  Edicions de la Universitat de Barcelona, 1999. ISBN 84-8338-082-x.
- Höffe, Otfried. Thomas Hobbes (en anglès).  State University of New York, 2015. ISBN 978-1-4384-5765-9.
- Monserrat, Josep. Thomas Hobbes: La fundació de l'Estat Modern (2ª ed.).  Editorial GEDISA, 2018. ISBN 978-84-18193-72-9.
- Kraynak, Robert. Cornell University Press. History and Modernity in the Thought of Thomas Hobbes (en anglès), 2019. ISBN 978-1-501-74599-7.

Aquest article incorpora text d'una publicació actualment en domini públic: Chisholm, Hugh, ed. (1911). Encyclopædia Britannica (11a ed.). Cambridge University Press.